# Кара-Озек
Ка́ра-Озе́к (каз. Қараөзек) — село у складі Аккольського району Акмолинської області Казахстану. Входить до складу Новорибинського сільського округу.
Населення — 128 осіб (2021; 217 у 2009, 329 у 1999, 559 у 1989).
Національний склад станом на 1989 рік:
- казахи — 100 %.

В радянські часи село називалось Калініно та Восточне.